# Selah R. Hobbie
Selah Reeve Hobbie (* 10. März 1797 in Newburgh, New York; † 26. März 1854 in Washington, D.C.) war ein US-amerikanischer Jurist und Politiker. Zwischen 1827 und 1829 vertrat er den Bundesstaat New York im US-Repräsentantenhaus.

## Werdegang
Selah Reeve Hobbie wurde kurz vor dem Ende des 18. Jahrhunderts in Newburgh im Orange County geboren und wuchs dort auf. Er studierte Jura. Nach dem Erhalt seiner Zulassung als Anwalt begann er in Delhi zu praktizieren. Zwischen 1823 und 1827 war er als Bezirksstaatsanwalt im Delaware County tätig. Dann diente er als Brigade Major und Inspektor in der Miliz von New York. Politisch gehörte er der Jacksonian-Fraktion an.
Bei den Kongresswahlen des Jahres 1826 für den 20. Kongress wurde Hobbie im elften Wahlbezirk von New York in das US-Repräsentantenhaus in Washington D.C. gewählt, wo er am 4. März 1827 die Nachfolge von Henry Ashley antrat. Er schied nach dem 3. März 1829 aus dem Kongress aus.
1829 wurde er zum Assistant Postmaster General ernannt – eine Stellung, die er bis zu seinem Rücktritt wegen eines schlechten Gesundheitszustands 1851 innehatte. Am 22. März 1853 wurde er zum First Assistant Postmaster General ernannt. Er hielt den Posten bis zu seinem Tod. Am 23. März 1854 verstarb er in Washington D.C. und wurde dann auf dem Congressional Cemetery beigesetzt.